# Happy Nation (singel)
"Happy Nation" – singel szwedzkiego zespołu Ace of Base, wydany jako trzeci z ich debiutanckiej płyty pod tym samym tytułem. Po raz pierwszy został wydany w 1992 roku w Skandynawii i ponownie rok później w Wielkiej Brytanii, gdzie zajął 42 pozycję na listach przebojów. Rok później spadł na 40 pozycję. W 2008 roku zespół zremiksował piosenkę.

## Lista utworów i formaty singla
CD single - UK
1. "Happy Nation" (radio edit) — 3:32
2. "Happy Nation" (12 inch version) — 6:39
3. "Happy Nation" (album version) — 4:11

CD maxi
1. "Happy Nation" (gold zone club mix)
2. "Happy Nation" (gold zone 7" edit)
3. "Happy Nation" (gold dub edit)
4. "Happy Nation" (moody gold mix)

7" single
1. "Happy Nation" (radio edit) — 3:32
2. "Happy Nation" (album version) — 4:11

## Notowania
| Notowanie (1994)                              | Pozycja |
| --------------------------------------------- | ------- |
| Australia (ARIA)                              | 80      |
| Europa European Hot 100 Singles               | 39      |
| Europa Eurochart Hot 100                      | 8       |
| Finlandia (Suomen virallinen lista)           | 1       |
| MTV Europe                                    | 2       |
| Wielka Brytania (The Official Charts Company) | 40      |